# Эполетный мат
|   | a                                                                                       | b                                                                                       | c                                                                                       | d                                                                                       | e                                                                                       | f                                                                                       | g                                                                                       | h                                                                                       |   |
| - | --------------------------------------------------------------------------------------- | --------------------------------------------------------------------------------------- | --------------------------------------------------------------------------------------- | --------------------------------------------------------------------------------------- | --------------------------------------------------------------------------------------- | --------------------------------------------------------------------------------------- | --------------------------------------------------------------------------------------- | --------------------------------------------------------------------------------------- | - |
| 8 | d8 чёрная ладья · e8 чёрный король · f8 чёрная ладья · e6 белый ферзь · g1 белый король | d8 чёрная ладья · e8 чёрный король · f8 чёрная ладья · e6 белый ферзь · g1 белый король | d8 чёрная ладья · e8 чёрный король · f8 чёрная ладья · e6 белый ферзь · g1 белый король | d8 чёрная ладья · e8 чёрный король · f8 чёрная ладья · e6 белый ферзь · g1 белый король | d8 чёрная ладья · e8 чёрный король · f8 чёрная ладья · e6 белый ферзь · g1 белый король | d8 чёрная ладья · e8 чёрный король · f8 чёрная ладья · e6 белый ферзь · g1 белый король | d8 чёрная ладья · e8 чёрный король · f8 чёрная ладья · e6 белый ферзь · g1 белый король | d8 чёрная ладья · e8 чёрный король · f8 чёрная ладья · e6 белый ферзь · g1 белый король | 8 |
| 7 | d8 чёрная ладья · e8 чёрный король · f8 чёрная ладья · e6 белый ферзь · g1 белый король | d8 чёрная ладья · e8 чёрный король · f8 чёрная ладья · e6 белый ферзь · g1 белый король | d8 чёрная ладья · e8 чёрный король · f8 чёрная ладья · e6 белый ферзь · g1 белый король | d8 чёрная ладья · e8 чёрный король · f8 чёрная ладья · e6 белый ферзь · g1 белый король | d8 чёрная ладья · e8 чёрный король · f8 чёрная ладья · e6 белый ферзь · g1 белый король | d8 чёрная ладья · e8 чёрный король · f8 чёрная ладья · e6 белый ферзь · g1 белый король | d8 чёрная ладья · e8 чёрный король · f8 чёрная ладья · e6 белый ферзь · g1 белый король | d8 чёрная ладья · e8 чёрный король · f8 чёрная ладья · e6 белый ферзь · g1 белый король | 7 |
| 6 | d8 чёрная ладья · e8 чёрный король · f8 чёрная ладья · e6 белый ферзь · g1 белый король | d8 чёрная ладья · e8 чёрный король · f8 чёрная ладья · e6 белый ферзь · g1 белый король | d8 чёрная ладья · e8 чёрный король · f8 чёрная ладья · e6 белый ферзь · g1 белый король | d8 чёрная ладья · e8 чёрный король · f8 чёрная ладья · e6 белый ферзь · g1 белый король | d8 чёрная ладья · e8 чёрный король · f8 чёрная ладья · e6 белый ферзь · g1 белый король | d8 чёрная ладья · e8 чёрный король · f8 чёрная ладья · e6 белый ферзь · g1 белый король | d8 чёрная ладья · e8 чёрный король · f8 чёрная ладья · e6 белый ферзь · g1 белый король | d8 чёрная ладья · e8 чёрный король · f8 чёрная ладья · e6 белый ферзь · g1 белый король | 6 |
| 5 | d8 чёрная ладья · e8 чёрный король · f8 чёрная ладья · e6 белый ферзь · g1 белый король | d8 чёрная ладья · e8 чёрный король · f8 чёрная ладья · e6 белый ферзь · g1 белый король | d8 чёрная ладья · e8 чёрный король · f8 чёрная ладья · e6 белый ферзь · g1 белый король | d8 чёрная ладья · e8 чёрный король · f8 чёрная ладья · e6 белый ферзь · g1 белый король | d8 чёрная ладья · e8 чёрный король · f8 чёрная ладья · e6 белый ферзь · g1 белый король | d8 чёрная ладья · e8 чёрный король · f8 чёрная ладья · e6 белый ферзь · g1 белый король | d8 чёрная ладья · e8 чёрный король · f8 чёрная ладья · e6 белый ферзь · g1 белый король | d8 чёрная ладья · e8 чёрный король · f8 чёрная ладья · e6 белый ферзь · g1 белый король | 5 |
| 4 | d8 чёрная ладья · e8 чёрный король · f8 чёрная ладья · e6 белый ферзь · g1 белый король | d8 чёрная ладья · e8 чёрный король · f8 чёрная ладья · e6 белый ферзь · g1 белый король | d8 чёрная ладья · e8 чёрный король · f8 чёрная ладья · e6 белый ферзь · g1 белый король | d8 чёрная ладья · e8 чёрный король · f8 чёрная ладья · e6 белый ферзь · g1 белый король | d8 чёрная ладья · e8 чёрный король · f8 чёрная ладья · e6 белый ферзь · g1 белый король | d8 чёрная ладья · e8 чёрный король · f8 чёрная ладья · e6 белый ферзь · g1 белый король | d8 чёрная ладья · e8 чёрный король · f8 чёрная ладья · e6 белый ферзь · g1 белый король | d8 чёрная ладья · e8 чёрный король · f8 чёрная ладья · e6 белый ферзь · g1 белый король | 4 |
| 3 | d8 чёрная ладья · e8 чёрный король · f8 чёрная ладья · e6 белый ферзь · g1 белый король | d8 чёрная ладья · e8 чёрный король · f8 чёрная ладья · e6 белый ферзь · g1 белый король | d8 чёрная ладья · e8 чёрный король · f8 чёрная ладья · e6 белый ферзь · g1 белый король | d8 чёрная ладья · e8 чёрный король · f8 чёрная ладья · e6 белый ферзь · g1 белый король | d8 чёрная ладья · e8 чёрный король · f8 чёрная ладья · e6 белый ферзь · g1 белый король | d8 чёрная ладья · e8 чёрный король · f8 чёрная ладья · e6 белый ферзь · g1 белый король | d8 чёрная ладья · e8 чёрный король · f8 чёрная ладья · e6 белый ферзь · g1 белый король | d8 чёрная ладья · e8 чёрный король · f8 чёрная ладья · e6 белый ферзь · g1 белый король | 3 |
| 2 | d8 чёрная ладья · e8 чёрный король · f8 чёрная ладья · e6 белый ферзь · g1 белый король | d8 чёрная ладья · e8 чёрный король · f8 чёрная ладья · e6 белый ферзь · g1 белый король | d8 чёрная ладья · e8 чёрный король · f8 чёрная ладья · e6 белый ферзь · g1 белый король | d8 чёрная ладья · e8 чёрный король · f8 чёрная ладья · e6 белый ферзь · g1 белый король | d8 чёрная ладья · e8 чёрный король · f8 чёрная ладья · e6 белый ферзь · g1 белый король | d8 чёрная ладья · e8 чёрный король · f8 чёрная ладья · e6 белый ферзь · g1 белый король | d8 чёрная ладья · e8 чёрный король · f8 чёрная ладья · e6 белый ферзь · g1 белый король | d8 чёрная ладья · e8 чёрный король · f8 чёрная ладья · e6 белый ферзь · g1 белый король | 2 |
| 1 | d8 чёрная ладья · e8 чёрный король · f8 чёрная ладья · e6 белый ферзь · g1 белый король | d8 чёрная ладья · e8 чёрный король · f8 чёрная ладья · e6 белый ферзь · g1 белый король | d8 чёрная ладья · e8 чёрный король · f8 чёрная ладья · e6 белый ферзь · g1 белый король | d8 чёрная ладья · e8 чёрный король · f8 чёрная ладья · e6 белый ферзь · g1 белый король | d8 чёрная ладья · e8 чёрный король · f8 чёрная ладья · e6 белый ферзь · g1 белый король | d8 чёрная ладья · e8 чёрный король · f8 чёрная ладья · e6 белый ферзь · g1 белый король | d8 чёрная ладья · e8 чёрный король · f8 чёрная ладья · e6 белый ферзь · g1 белый король | d8 чёрная ладья · e8 чёрный король · f8 чёрная ладья · e6 белый ферзь · g1 белый король | 1 |
|   | a                                                                                       | b                                                                                       | c                                                                                       | d                                                                                       | e                                                                                       | f                                                                                       | g                                                                                       | h                                                                                       |   |

|   | a | b | c | d | e | f | g | h |   |
| - | --- | --- | --- | --- | --- | --- | --- | --- | - |
| 8 | b8 белый ферзь · c8 чёрная ладья · d8 чёрный король · e8 чёрная ладья · a7 чёрная пешка · e7 чёрный слон · f7 белая ладья · e6 белая пешка · h6 чёрная пешка · c5 чёрная пешка · d4 чёрная пешка · h4 чёрная пешка · a2 белая пешка · b2 белая пешка · g2 белая пешка · h2 белая пешка · h1 белый король | b8 белый ферзь · c8 чёрная ладья · d8 чёрный король · e8 чёрная ладья · a7 чёрная пешка · e7 чёрный слон · f7 белая ладья · e6 белая пешка · h6 чёрная пешка · c5 чёрная пешка · d4 чёрная пешка · h4 чёрная пешка · a2 белая пешка · b2 белая пешка · g2 белая пешка · h2 белая пешка · h1 белый король | b8 белый ферзь · c8 чёрная ладья · d8 чёрный король · e8 чёрная ладья · a7 чёрная пешка · e7 чёрный слон · f7 белая ладья · e6 белая пешка · h6 чёрная пешка · c5 чёрная пешка · d4 чёрная пешка · h4 чёрная пешка · a2 белая пешка · b2 белая пешка · g2 белая пешка · h2 белая пешка · h1 белый король | b8 белый ферзь · c8 чёрная ладья · d8 чёрный король · e8 чёрная ладья · a7 чёрная пешка · e7 чёрный слон · f7 белая ладья · e6 белая пешка · h6 чёрная пешка · c5 чёрная пешка · d4 чёрная пешка · h4 чёрная пешка · a2 белая пешка · b2 белая пешка · g2 белая пешка · h2 белая пешка · h1 белый король | b8 белый ферзь · c8 чёрная ладья · d8 чёрный король · e8 чёрная ладья · a7 чёрная пешка · e7 чёрный слон · f7 белая ладья · e6 белая пешка · h6 чёрная пешка · c5 чёрная пешка · d4 чёрная пешка · h4 чёрная пешка · a2 белая пешка · b2 белая пешка · g2 белая пешка · h2 белая пешка · h1 белый король | b8 белый ферзь · c8 чёрная ладья · d8 чёрный король · e8 чёрная ладья · a7 чёрная пешка · e7 чёрный слон · f7 белая ладья · e6 белая пешка · h6 чёрная пешка · c5 чёрная пешка · d4 чёрная пешка · h4 чёрная пешка · a2 белая пешка · b2 белая пешка · g2 белая пешка · h2 белая пешка · h1 белый король | b8 белый ферзь · c8 чёрная ладья · d8 чёрный король · e8 чёрная ладья · a7 чёрная пешка · e7 чёрный слон · f7 белая ладья · e6 белая пешка · h6 чёрная пешка · c5 чёрная пешка · d4 чёрная пешка · h4 чёрная пешка · a2 белая пешка · b2 белая пешка · g2 белая пешка · h2 белая пешка · h1 белый король | b8 белый ферзь · c8 чёрная ладья · d8 чёрный король · e8 чёрная ладья · a7 чёрная пешка · e7 чёрный слон · f7 белая ладья · e6 белая пешка · h6 чёрная пешка · c5 чёрная пешка · d4 чёрная пешка · h4 чёрная пешка · a2 белая пешка · b2 белая пешка · g2 белая пешка · h2 белая пешка · h1 белый король | 8 |
| 7 | b8 белый ферзь · c8 чёрная ладья · d8 чёрный король · e8 чёрная ладья · a7 чёрная пешка · e7 чёрный слон · f7 белая ладья · e6 белая пешка · h6 чёрная пешка · c5 чёрная пешка · d4 чёрная пешка · h4 чёрная пешка · a2 белая пешка · b2 белая пешка · g2 белая пешка · h2 белая пешка · h1 белый король | b8 белый ферзь · c8 чёрная ладья · d8 чёрный король · e8 чёрная ладья · a7 чёрная пешка · e7 чёрный слон · f7 белая ладья · e6 белая пешка · h6 чёрная пешка · c5 чёрная пешка · d4 чёрная пешка · h4 чёрная пешка · a2 белая пешка · b2 белая пешка · g2 белая пешка · h2 белая пешка · h1 белый король | b8 белый ферзь · c8 чёрная ладья · d8 чёрный король · e8 чёрная ладья · a7 чёрная пешка · e7 чёрный слон · f7 белая ладья · e6 белая пешка · h6 чёрная пешка · c5 чёрная пешка · d4 чёрная пешка · h4 чёрная пешка · a2 белая пешка · b2 белая пешка · g2 белая пешка · h2 белая пешка · h1 белый король | b8 белый ферзь · c8 чёрная ладья · d8 чёрный король · e8 чёрная ладья · a7 чёрная пешка · e7 чёрный слон · f7 белая ладья · e6 белая пешка · h6 чёрная пешка · c5 чёрная пешка · d4 чёрная пешка · h4 чёрная пешка · a2 белая пешка · b2 белая пешка · g2 белая пешка · h2 белая пешка · h1 белый король | b8 белый ферзь · c8 чёрная ладья · d8 чёрный король · e8 чёрная ладья · a7 чёрная пешка · e7 чёрный слон · f7 белая ладья · e6 белая пешка · h6 чёрная пешка · c5 чёрная пешка · d4 чёрная пешка · h4 чёрная пешка · a2 белая пешка · b2 белая пешка · g2 белая пешка · h2 белая пешка · h1 белый король | b8 белый ферзь · c8 чёрная ладья · d8 чёрный король · e8 чёрная ладья · a7 чёрная пешка · e7 чёрный слон · f7 белая ладья · e6 белая пешка · h6 чёрная пешка · c5 чёрная пешка · d4 чёрная пешка · h4 чёрная пешка · a2 белая пешка · b2 белая пешка · g2 белая пешка · h2 белая пешка · h1 белый король | b8 белый ферзь · c8 чёрная ладья · d8 чёрный король · e8 чёрная ладья · a7 чёрная пешка · e7 чёрный слон · f7 белая ладья · e6 белая пешка · h6 чёрная пешка · c5 чёрная пешка · d4 чёрная пешка · h4 чёрная пешка · a2 белая пешка · b2 белая пешка · g2 белая пешка · h2 белая пешка · h1 белый король | b8 белый ферзь · c8 чёрная ладья · d8 чёрный король · e8 чёрная ладья · a7 чёрная пешка · e7 чёрный слон · f7 белая ладья · e6 белая пешка · h6 чёрная пешка · c5 чёрная пешка · d4 чёрная пешка · h4 чёрная пешка · a2 белая пешка · b2 белая пешка · g2 белая пешка · h2 белая пешка · h1 белый король | 7 |
| 6 | b8 белый ферзь · c8 чёрная ладья · d8 чёрный король · e8 чёрная ладья · a7 чёрная пешка · e7 чёрный слон · f7 белая ладья · e6 белая пешка · h6 чёрная пешка · c5 чёрная пешка · d4 чёрная пешка · h4 чёрная пешка · a2 белая пешка · b2 белая пешка · g2 белая пешка · h2 белая пешка · h1 белый король | b8 белый ферзь · c8 чёрная ладья · d8 чёрный король · e8 чёрная ладья · a7 чёрная пешка · e7 чёрный слон · f7 белая ладья · e6 белая пешка · h6 чёрная пешка · c5 чёрная пешка · d4 чёрная пешка · h4 чёрная пешка · a2 белая пешка · b2 белая пешка · g2 белая пешка · h2 белая пешка · h1 белый король | b8 белый ферзь · c8 чёрная ладья · d8 чёрный король · e8 чёрная ладья · a7 чёрная пешка · e7 чёрный слон · f7 белая ладья · e6 белая пешка · h6 чёрная пешка · c5 чёрная пешка · d4 чёрная пешка · h4 чёрная пешка · a2 белая пешка · b2 белая пешка · g2 белая пешка · h2 белая пешка · h1 белый король | b8 белый ферзь · c8 чёрная ладья · d8 чёрный король · e8 чёрная ладья · a7 чёрная пешка · e7 чёрный слон · f7 белая ладья · e6 белая пешка · h6 чёрная пешка · c5 чёрная пешка · d4 чёрная пешка · h4 чёрная пешка · a2 белая пешка · b2 белая пешка · g2 белая пешка · h2 белая пешка · h1 белый король | b8 белый ферзь · c8 чёрная ладья · d8 чёрный король · e8 чёрная ладья · a7 чёрная пешка · e7 чёрный слон · f7 белая ладья · e6 белая пешка · h6 чёрная пешка · c5 чёрная пешка · d4 чёрная пешка · h4 чёрная пешка · a2 белая пешка · b2 белая пешка · g2 белая пешка · h2 белая пешка · h1 белый король | b8 белый ферзь · c8 чёрная ладья · d8 чёрный король · e8 чёрная ладья · a7 чёрная пешка · e7 чёрный слон · f7 белая ладья · e6 белая пешка · h6 чёрная пешка · c5 чёрная пешка · d4 чёрная пешка · h4 чёрная пешка · a2 белая пешка · b2 белая пешка · g2 белая пешка · h2 белая пешка · h1 белый король | b8 белый ферзь · c8 чёрная ладья · d8 чёрный король · e8 чёрная ладья · a7 чёрная пешка · e7 чёрный слон · f7 белая ладья · e6 белая пешка · h6 чёрная пешка · c5 чёрная пешка · d4 чёрная пешка · h4 чёрная пешка · a2 белая пешка · b2 белая пешка · g2 белая пешка · h2 белая пешка · h1 белый король | b8 белый ферзь · c8 чёрная ладья · d8 чёрный король · e8 чёрная ладья · a7 чёрная пешка · e7 чёрный слон · f7 белая ладья · e6 белая пешка · h6 чёрная пешка · c5 чёрная пешка · d4 чёрная пешка · h4 чёрная пешка · a2 белая пешка · b2 белая пешка · g2 белая пешка · h2 белая пешка · h1 белый король | 6 |
| 5 | b8 белый ферзь · c8 чёрная ладья · d8 чёрный король · e8 чёрная ладья · a7 чёрная пешка · e7 чёрный слон · f7 белая ладья · e6 белая пешка · h6 чёрная пешка · c5 чёрная пешка · d4 чёрная пешка · h4 чёрная пешка · a2 белая пешка · b2 белая пешка · g2 белая пешка · h2 белая пешка · h1 белый король | b8 белый ферзь · c8 чёрная ладья · d8 чёрный король · e8 чёрная ладья · a7 чёрная пешка · e7 чёрный слон · f7 белая ладья · e6 белая пешка · h6 чёрная пешка · c5 чёрная пешка · d4 чёрная пешка · h4 чёрная пешка · a2 белая пешка · b2 белая пешка · g2 белая пешка · h2 белая пешка · h1 белый король | b8 белый ферзь · c8 чёрная ладья · d8 чёрный король · e8 чёрная ладья · a7 чёрная пешка · e7 чёрный слон · f7 белая ладья · e6 белая пешка · h6 чёрная пешка · c5 чёрная пешка · d4 чёрная пешка · h4 чёрная пешка · a2 белая пешка · b2 белая пешка · g2 белая пешка · h2 белая пешка · h1 белый король | b8 белый ферзь · c8 чёрная ладья · d8 чёрный король · e8 чёрная ладья · a7 чёрная пешка · e7 чёрный слон · f7 белая ладья · e6 белая пешка · h6 чёрная пешка · c5 чёрная пешка · d4 чёрная пешка · h4 чёрная пешка · a2 белая пешка · b2 белая пешка · g2 белая пешка · h2 белая пешка · h1 белый король | b8 белый ферзь · c8 чёрная ладья · d8 чёрный король · e8 чёрная ладья · a7 чёрная пешка · e7 чёрный слон · f7 белая ладья · e6 белая пешка · h6 чёрная пешка · c5 чёрная пешка · d4 чёрная пешка · h4 чёрная пешка · a2 белая пешка · b2 белая пешка · g2 белая пешка · h2 белая пешка · h1 белый король | b8 белый ферзь · c8 чёрная ладья · d8 чёрный король · e8 чёрная ладья · a7 чёрная пешка · e7 чёрный слон · f7 белая ладья · e6 белая пешка · h6 чёрная пешка · c5 чёрная пешка · d4 чёрная пешка · h4 чёрная пешка · a2 белая пешка · b2 белая пешка · g2 белая пешка · h2 белая пешка · h1 белый король | b8 белый ферзь · c8 чёрная ладья · d8 чёрный король · e8 чёрная ладья · a7 чёрная пешка · e7 чёрный слон · f7 белая ладья · e6 белая пешка · h6 чёрная пешка · c5 чёрная пешка · d4 чёрная пешка · h4 чёрная пешка · a2 белая пешка · b2 белая пешка · g2 белая пешка · h2 белая пешка · h1 белый король | b8 белый ферзь · c8 чёрная ладья · d8 чёрный король · e8 чёрная ладья · a7 чёрная пешка · e7 чёрный слон · f7 белая ладья · e6 белая пешка · h6 чёрная пешка · c5 чёрная пешка · d4 чёрная пешка · h4 чёрная пешка · a2 белая пешка · b2 белая пешка · g2 белая пешка · h2 белая пешка · h1 белый король | 5 |
| 4 | b8 белый ферзь · c8 чёрная ладья · d8 чёрный король · e8 чёрная ладья · a7 чёрная пешка · e7 чёрный слон · f7 белая ладья · e6 белая пешка · h6 чёрная пешка · c5 чёрная пешка · d4 чёрная пешка · h4 чёрная пешка · a2 белая пешка · b2 белая пешка · g2 белая пешка · h2 белая пешка · h1 белый король | b8 белый ферзь · c8 чёрная ладья · d8 чёрный король · e8 чёрная ладья · a7 чёрная пешка · e7 чёрный слон · f7 белая ладья · e6 белая пешка · h6 чёрная пешка · c5 чёрная пешка · d4 чёрная пешка · h4 чёрная пешка · a2 белая пешка · b2 белая пешка · g2 белая пешка · h2 белая пешка · h1 белый король | b8 белый ферзь · c8 чёрная ладья · d8 чёрный король · e8 чёрная ладья · a7 чёрная пешка · e7 чёрный слон · f7 белая ладья · e6 белая пешка · h6 чёрная пешка · c5 чёрная пешка · d4 чёрная пешка · h4 чёрная пешка · a2 белая пешка · b2 белая пешка · g2 белая пешка · h2 белая пешка · h1 белый король | b8 белый ферзь · c8 чёрная ладья · d8 чёрный король · e8 чёрная ладья · a7 чёрная пешка · e7 чёрный слон · f7 белая ладья · e6 белая пешка · h6 чёрная пешка · c5 чёрная пешка · d4 чёрная пешка · h4 чёрная пешка · a2 белая пешка · b2 белая пешка · g2 белая пешка · h2 белая пешка · h1 белый король | b8 белый ферзь · c8 чёрная ладья · d8 чёрный король · e8 чёрная ладья · a7 чёрная пешка · e7 чёрный слон · f7 белая ладья · e6 белая пешка · h6 чёрная пешка · c5 чёрная пешка · d4 чёрная пешка · h4 чёрная пешка · a2 белая пешка · b2 белая пешка · g2 белая пешка · h2 белая пешка · h1 белый король | b8 белый ферзь · c8 чёрная ладья · d8 чёрный король · e8 чёрная ладья · a7 чёрная пешка · e7 чёрный слон · f7 белая ладья · e6 белая пешка · h6 чёрная пешка · c5 чёрная пешка · d4 чёрная пешка · h4 чёрная пешка · a2 белая пешка · b2 белая пешка · g2 белая пешка · h2 белая пешка · h1 белый король | b8 белый ферзь · c8 чёрная ладья · d8 чёрный король · e8 чёрная ладья · a7 чёрная пешка · e7 чёрный слон · f7 белая ладья · e6 белая пешка · h6 чёрная пешка · c5 чёрная пешка · d4 чёрная пешка · h4 чёрная пешка · a2 белая пешка · b2 белая пешка · g2 белая пешка · h2 белая пешка · h1 белый король | b8 белый ферзь · c8 чёрная ладья · d8 чёрный король · e8 чёрная ладья · a7 чёрная пешка · e7 чёрный слон · f7 белая ладья · e6 белая пешка · h6 чёрная пешка · c5 чёрная пешка · d4 чёрная пешка · h4 чёрная пешка · a2 белая пешка · b2 белая пешка · g2 белая пешка · h2 белая пешка · h1 белый король | 4 |
| 3 | b8 белый ферзь · c8 чёрная ладья · d8 чёрный король · e8 чёрная ладья · a7 чёрная пешка · e7 чёрный слон · f7 белая ладья · e6 белая пешка · h6 чёрная пешка · c5 чёрная пешка · d4 чёрная пешка · h4 чёрная пешка · a2 белая пешка · b2 белая пешка · g2 белая пешка · h2 белая пешка · h1 белый король | b8 белый ферзь · c8 чёрная ладья · d8 чёрный король · e8 чёрная ладья · a7 чёрная пешка · e7 чёрный слон · f7 белая ладья · e6 белая пешка · h6 чёрная пешка · c5 чёрная пешка · d4 чёрная пешка · h4 чёрная пешка · a2 белая пешка · b2 белая пешка · g2 белая пешка · h2 белая пешка · h1 белый король | b8 белый ферзь · c8 чёрная ладья · d8 чёрный король · e8 чёрная ладья · a7 чёрная пешка · e7 чёрный слон · f7 белая ладья · e6 белая пешка · h6 чёрная пешка · c5 чёрная пешка · d4 чёрная пешка · h4 чёрная пешка · a2 белая пешка · b2 белая пешка · g2 белая пешка · h2 белая пешка · h1 белый король | b8 белый ферзь · c8 чёрная ладья · d8 чёрный король · e8 чёрная ладья · a7 чёрная пешка · e7 чёрный слон · f7 белая ладья · e6 белая пешка · h6 чёрная пешка · c5 чёрная пешка · d4 чёрная пешка · h4 чёрная пешка · a2 белая пешка · b2 белая пешка · g2 белая пешка · h2 белая пешка · h1 белый король | b8 белый ферзь · c8 чёрная ладья · d8 чёрный король · e8 чёрная ладья · a7 чёрная пешка · e7 чёрный слон · f7 белая ладья · e6 белая пешка · h6 чёрная пешка · c5 чёрная пешка · d4 чёрная пешка · h4 чёрная пешка · a2 белая пешка · b2 белая пешка · g2 белая пешка · h2 белая пешка · h1 белый король | b8 белый ферзь · c8 чёрная ладья · d8 чёрный король · e8 чёрная ладья · a7 чёрная пешка · e7 чёрный слон · f7 белая ладья · e6 белая пешка · h6 чёрная пешка · c5 чёрная пешка · d4 чёрная пешка · h4 чёрная пешка · a2 белая пешка · b2 белая пешка · g2 белая пешка · h2 белая пешка · h1 белый король | b8 белый ферзь · c8 чёрная ладья · d8 чёрный король · e8 чёрная ладья · a7 чёрная пешка · e7 чёрный слон · f7 белая ладья · e6 белая пешка · h6 чёрная пешка · c5 чёрная пешка · d4 чёрная пешка · h4 чёрная пешка · a2 белая пешка · b2 белая пешка · g2 белая пешка · h2 белая пешка · h1 белый король | b8 белый ферзь · c8 чёрная ладья · d8 чёрный король · e8 чёрная ладья · a7 чёрная пешка · e7 чёрный слон · f7 белая ладья · e6 белая пешка · h6 чёрная пешка · c5 чёрная пешка · d4 чёрная пешка · h4 чёрная пешка · a2 белая пешка · b2 белая пешка · g2 белая пешка · h2 белая пешка · h1 белый король | 3 |
| 2 | b8 белый ферзь · c8 чёрная ладья · d8 чёрный король · e8 чёрная ладья · a7 чёрная пешка · e7 чёрный слон · f7 белая ладья · e6 белая пешка · h6 чёрная пешка · c5 чёрная пешка · d4 чёрная пешка · h4 чёрная пешка · a2 белая пешка · b2 белая пешка · g2 белая пешка · h2 белая пешка · h1 белый король | b8 белый ферзь · c8 чёрная ладья · d8 чёрный король · e8 чёрная ладья · a7 чёрная пешка · e7 чёрный слон · f7 белая ладья · e6 белая пешка · h6 чёрная пешка · c5 чёрная пешка · d4 чёрная пешка · h4 чёрная пешка · a2 белая пешка · b2 белая пешка · g2 белая пешка · h2 белая пешка · h1 белый король | b8 белый ферзь · c8 чёрная ладья · d8 чёрный король · e8 чёрная ладья · a7 чёрная пешка · e7 чёрный слон · f7 белая ладья · e6 белая пешка · h6 чёрная пешка · c5 чёрная пешка · d4 чёрная пешка · h4 чёрная пешка · a2 белая пешка · b2 белая пешка · g2 белая пешка · h2 белая пешка · h1 белый король | b8 белый ферзь · c8 чёрная ладья · d8 чёрный король · e8 чёрная ладья · a7 чёрная пешка · e7 чёрный слон · f7 белая ладья · e6 белая пешка · h6 чёрная пешка · c5 чёрная пешка · d4 чёрная пешка · h4 чёрная пешка · a2 белая пешка · b2 белая пешка · g2 белая пешка · h2 белая пешка · h1 белый король | b8 белый ферзь · c8 чёрная ладья · d8 чёрный король · e8 чёрная ладья · a7 чёрная пешка · e7 чёрный слон · f7 белая ладья · e6 белая пешка · h6 чёрная пешка · c5 чёрная пешка · d4 чёрная пешка · h4 чёрная пешка · a2 белая пешка · b2 белая пешка · g2 белая пешка · h2 белая пешка · h1 белый король | b8 белый ферзь · c8 чёрная ладья · d8 чёрный король · e8 чёрная ладья · a7 чёрная пешка · e7 чёрный слон · f7 белая ладья · e6 белая пешка · h6 чёрная пешка · c5 чёрная пешка · d4 чёрная пешка · h4 чёрная пешка · a2 белая пешка · b2 белая пешка · g2 белая пешка · h2 белая пешка · h1 белый король | b8 белый ферзь · c8 чёрная ладья · d8 чёрный король · e8 чёрная ладья · a7 чёрная пешка · e7 чёрный слон · f7 белая ладья · e6 белая пешка · h6 чёрная пешка · c5 чёрная пешка · d4 чёрная пешка · h4 чёрная пешка · a2 белая пешка · b2 белая пешка · g2 белая пешка · h2 белая пешка · h1 белый король | b8 белый ферзь · c8 чёрная ладья · d8 чёрный король · e8 чёрная ладья · a7 чёрная пешка · e7 чёрный слон · f7 белая ладья · e6 белая пешка · h6 чёрная пешка · c5 чёрная пешка · d4 чёрная пешка · h4 чёрная пешка · a2 белая пешка · b2 белая пешка · g2 белая пешка · h2 белая пешка · h1 белый король | 2 |
| 1 | b8 белый ферзь · c8 чёрная ладья · d8 чёрный король · e8 чёрная ладья · a7 чёрная пешка · e7 чёрный слон · f7 белая ладья · e6 белая пешка · h6 чёрная пешка · c5 чёрная пешка · d4 чёрная пешка · h4 чёрная пешка · a2 белая пешка · b2 белая пешка · g2 белая пешка · h2 белая пешка · h1 белый король | b8 белый ферзь · c8 чёрная ладья · d8 чёрный король · e8 чёрная ладья · a7 чёрная пешка · e7 чёрный слон · f7 белая ладья · e6 белая пешка · h6 чёрная пешка · c5 чёрная пешка · d4 чёрная пешка · h4 чёрная пешка · a2 белая пешка · b2 белая пешка · g2 белая пешка · h2 белая пешка · h1 белый король | b8 белый ферзь · c8 чёрная ладья · d8 чёрный король · e8 чёрная ладья · a7 чёрная пешка · e7 чёрный слон · f7 белая ладья · e6 белая пешка · h6 чёрная пешка · c5 чёрная пешка · d4 чёрная пешка · h4 чёрная пешка · a2 белая пешка · b2 белая пешка · g2 белая пешка · h2 белая пешка · h1 белый король | b8 белый ферзь · c8 чёрная ладья · d8 чёрный король · e8 чёрная ладья · a7 чёрная пешка · e7 чёрный слон · f7 белая ладья · e6 белая пешка · h6 чёрная пешка · c5 чёрная пешка · d4 чёрная пешка · h4 чёрная пешка · a2 белая пешка · b2 белая пешка · g2 белая пешка · h2 белая пешка · h1 белый король | b8 белый ферзь · c8 чёрная ладья · d8 чёрный король · e8 чёрная ладья · a7 чёрная пешка · e7 чёрный слон · f7 белая ладья · e6 белая пешка · h6 чёрная пешка · c5 чёрная пешка · d4 чёрная пешка · h4 чёрная пешка · a2 белая пешка · b2 белая пешка · g2 белая пешка · h2 белая пешка · h1 белый король | b8 белый ферзь · c8 чёрная ладья · d8 чёрный король · e8 чёрная ладья · a7 чёрная пешка · e7 чёрный слон · f7 белая ладья · e6 белая пешка · h6 чёрная пешка · c5 чёрная пешка · d4 чёрная пешка · h4 чёрная пешка · a2 белая пешка · b2 белая пешка · g2 белая пешка · h2 белая пешка · h1 белый король | b8 белый ферзь · c8 чёрная ладья · d8 чёрный король · e8 чёрная ладья · a7 чёрная пешка · e7 чёрный слон · f7 белая ладья · e6 белая пешка · h6 чёрная пешка · c5 чёрная пешка · d4 чёрная пешка · h4 чёрная пешка · a2 белая пешка · b2 белая пешка · g2 белая пешка · h2 белая пешка · h1 белый король | b8 белый ферзь · c8 чёрная ладья · d8 чёрный король · e8 чёрная ладья · a7 чёрная пешка · e7 чёрный слон · f7 белая ладья · e6 белая пешка · h6 чёрная пешка · c5 чёрная пешка · d4 чёрная пешка · h4 чёрная пешка · a2 белая пешка · b2 белая пешка · g2 белая пешка · h2 белая пешка · h1 белый король | 1 |
|   | a | b | c | d | e | f | g | h |   |

Эполе́тный мат — мат, при котором ладьи, стоя по обе стороны своего находящегося на краю доски короля, сокращают количество полей для его отступления (образуют его «эполеты»). Эполетами также могут служить защищённые фигуры или пешки противника. Подобные маты с двумя другими своими фигурами вместо ладей также иногда называют эполетными.
Капабланка - Алехин. Матч за звание чемпиона мира по шахматам. 7 партия. Буэнос-Айрес, 30.09.1927.
1. d4 d5 2. c4 e6 3. Nc3 Nf6 4. Bg5 Nbd7 5. e3 c6 6. Nf3 Qa5
7. Nd2 Bb4 8. Qc2 O-O 9. Bh4 c5 10. Nb3 Qa4 11. Bxf6 Nxf6
12. dxc5 Ne4 13. cxd5 Bxc3+ 14. bxc3 Nxc5 15. Rd1 exd5
16. Rxd5 Nxb3 17. axb3 Qc6 18. Rd4 Re8 19. Bd3 Qxg2 20. Bxh7+
Kf8 21. Be4 Qh3 22. Qd2 Be6 23. c4 a5 24. Rg1 Qxh2 25. Rh1 Qc7
26. Qb2 Qc5 27. Bd5 Ra6 28. Re4 Rd6 29. Rh7 Ke7 30. Qxg7 Kd8
31. Bxe6 fxe6 32. Qxb7 Qb4+ 33. Qxb4 axb4 34. c5 Rc6 35. Rxb4
Rxc5 36. Ra7 1-0.
Чёрные сдались ввиду 36. … Rc8 37. Rd4#